# Victorinos
Victorinos é uma telenovela estadunidense produzida e exibida pela Telemundo entre 23 de junho de 2009 e 5 de fevereiro de 2010.
A trama é um remake da série colombiana Cuando quiero llorar no lloro, produzida em 1991.
Foi protagonizada por Mauricio Ochmann, Roberto Manrique e Arap Bethke, interpretando aos Victorinos.

## Elenco
- Roberto Manrique - Victorino Manjarrés
- Mauricio Ochmann - Victorino Mora
- Arap Bethke - Victorino Gallardo
- Francisco Bolívar - Victorino Pérez/Víctor Pérez
- Carolina Sepúlveda - Victorina Salinas
- Sara Corrales - Victorina Fernandez
- Jacqueline Márquez - Victorina Cruz
- Silvia de Dios - Ángela de Gallardo
- Juan Carlos Salazar - Alejandro Gallardo
- Ximena Duque - Diana Gallardo
- Carina Cruz - Claudia García
- Claudia Liliana González - Lina María Mora
- Noelle Schonwald - Martina de Manjarrés
- Gustavo Angarita Jr. - Efraín Manjarrés
- Jéssica Sanjuán - Julieta Manjarrés
- Lucho Velasco - Víctor Hugo Mora
- Isabel Cristina Estrada - Gloria Pérez
- Sebastián Boscán - Francisco/Francesca Pérez
- Mijail Mulkay - Julian Pérez
- Karina Laverde - Doña Modesta, Vda. de Longoria "Mody"
- Cesar Mora - Manolo Pérez
- Julián Farietta - Camilo Hernández
- Gary Forero - Rafael Hernández
- Linda Baldrich - Karen Hernández
- Juanita Humar - Amparo Hernández
- Norma Nivia - Cristina Sánchez
- Indhira Serrano - Yesenia Cadavid
- Maria Margarita Giraldo - Aurora Gallardo y Clavel #1
- Teresa Gutiérrez - Aurora Gallardo y Clavel #2
- Julio Pachón - Federico Bastidas
- Stefanía Gómez - Leonor
- Clemencia Velásquez - Doña Soledad de Martínez
- Valentina Lizcano - Milena Sánchez
- Daniela Barrios - Milena Sánchez (jovem)
- Juan David Agudelo - Jonathan
- Fernando Arango - Marcos
- Patricia Bermúdez - Valeria
- Alejandro Tamayo - Carlos Alonso
- Ilja Rosendahl
- Gonzalo Sagarminaga - Chalo
- Mauro Donetti - Philippe Dumont
- Victor Hugo Ruiz - Mauricio Castro
- Gustavo Corredor - Miguel Ángel Crostwite
- Claude Pimont - "Profesor" Norman Ragner
- Victor Luis Zuñiga - Bruno Olivarez
- Frank Beltrán - "Carnicero"
- Mauricio Bastidas - Emerson Hernández
- Julián Díaz - "Melao"
- Giovanny Galindo - Joaquín Vargas "Medio Muerto"
- Freddy Ordoñez - Antonio Robayo
- Miguel Varoni - Martin Acero/Ricardo de la Fuente "La araña" o "El hierro"
- Stephania Hurtado - Juliet
- Javier Saénz - Capitán Aristizabal
- Ana María Kamper - Myriam de Salinas
- Adelaida López - Violeta
- Maria Emilia Kamper
- Maia Landaburu - Maya Ragner
- Juan Carlos Serrano Rima - Marcos Birman
- Oscar Borda - Antonio Durán Pantera'
- Eileen Abad - Lucía
- Evelyn Santos - Carolina
- Victor Hugo Morant - Fraile
- Emerson Yáñez - Carlos Sánchez "El Topo"